# Věra
Věra je ženské křestní jméno. Podle českého kalendáře má svátek 8. října.
Původ jména je slovanský, od slova „víra“; proto bývá ztotožňována s křesťanskou světicí latinského jména „Fides“, jejíž svátek připadá na stejný den.

## Zdrobněliny
Věrka, Věruška, Věrča, Věruš, Věrunka, Věrušenka, Věrušák, Věrušáček, Věrulinka

## Statistické údaje
Následující tabulka uvádí četnost jména v ČR a pořadí mezi ženskými jmény ve srovnání dvou roků, pro které jsou dostupné údaje MV ČR – lze z ní tedy vysledovat trend v užívání tohoto jména:
| Rok       | Četnost     | Pořadí      |
| 1999      | 143 234     | 6.          |
| 2002      | 140 109     | 6.          |
| Porovnání | o 3125 méně | žádná změna |

Změna procentního zastoupení tohoto jména mezi žijícími ženami v ČR (tj. procentní změna se započítáním celkového úbytku žen v ČR za sledované tři roky) je −1,4%.

## Známé nositelky jména
- Věra Adlová – česká spisovatelka, manželka českého spisovatele Zdeňka Adly
- Věra Alentova – ruská divadelní a filmová herečka
- Viera Bálintová – slovenská herečka
- Věra Bartošková – česká a československá politička
- Věra Bartošková – česká publicistka a básnířka
- Věra Beránková-Ducháčková – česká sochařka-figuralistka
- Věra Beranová – česká estetička a kunsthistorička
- Věra Bílá – česká zpěvačka rómské národnosti
- Věra Binarová – česká violistka
- Věra Bradáčová – československá atletka, výškařka
- Vera Brežněvová – ukrajinská zpěvačka
- Vera Bryndzejová – sovětská rychlobruslařka
- Věra Capponi – poradenská psycholožka
- Věra Cechlová-Pospíšilová – česká atletka a diskařka
- Viera Čakányová – slovenská režisérka
- Věra Čáslavská – česká sportovní gymnastka, mnohonásobná olympijská vítězka
- Věra Černá – československá sportovní gymnastka
- Věra Dragounová – česká a československá politička
- Věra Drnková-Zářecká – česká textilní výtvarnice
- Věra Duševinová – ruská profesionální tenistka
- Vera Farmiga – ukrajinsko-americká herečka
- Věra Felicitas Birkenbihlová – německá školitelka managementu
- Věra Ferbasová – česká herečka
- Vera Ferra-Mikura – rakouská spisovatelka
- Věra Flasarová – česká politička
- Věra Gabrielová – česká herečka a fotografka
- Věra Galatíková – česká herečka
- Věra Gissingová – česko-britská apisovatelka a překladatelka
- Věra Haluzová – česká folkloristka
- Vera Henriksen – norská spisovatelka
- Viera Hladká – slovenská herečka
- Věra Horáková – česká hokejistka
- Věra Horáková-Grubrová – československá hráčka basketbalu a házené
- Věra Chase – česká spisovatelka, básnířka, textařka a překladatelka
- Věra Chytilová – česká filmová režisérka
- Věra Janoušková – česká sochařka, kolážistka, malířka a grafička
- Věra Jenšovská-Kosinová – česká historička a archivářka
- Věra Ježková – česká politička, báňská inženýrka a cyklistka
- Věra Jirousová – česká historička umění a básnířka
- Věra Jordánová – česká herečka a televizní režisérka
- Věra Jourová – česká politička, podnikatelka a právnička
- Vera Krasnovová – sovětská rychlobruslařka
- Věra Křesadlová – česká herečka a zpěvačka
- Věra Kubánková – česká herečka
- Věra Linhartová – česká spisovatelka
- Věra Martinová – česká zpěvačka
- Věra Menčíková – několikanásobná mistryně světa v šachu
- Věra Nerušilová – česká zpěvačka
- Verica Nedeska – makedonská herečka
- Věra Olivová – česká historička
- Viera Pavlíková – slovenská herečka
- Věra Plívová-Šimková – česká režisérka
- Věra Příkazská – česká zpěvačka
- Viera Radványiová – slovenská herečka
- Věra Rampová – česká sportovní gymnastka
- Viera Richterová – slovenská herečka
- Věra Řeháčková – česká spisovatelka
- Věra Řepková – česká klavíristka
- Viera Strnisková – slovenská herečka
- Věra Suková – česká tenistka
- Věra Špinarová – česká zpěvačka
- Věra Štechrová-Koťátková – československá basketbalistka
- Věra Štinglová – česká kameramanka
- Věra Šťastná – česká a československá politička
- Věra Šťovíčková-Heroldová – česká rozhlasová novinářka a překladatelka
- Věra Šuterová – česká a československá politička
- Věra Tichánková – česká herečka
- Viera Topinková – slovenská herečka
- Věra Zasuličová – ruská revolucionářka a spisovatelka

## Fiktivní Věry
- uklízečka Věra ze seriálu Bastardi. Hraje ji Jaroslava Hanušová.
- Věra Lavičková - fiktivní postava z filmu Na samotě u lesa. Hraje ji Daniela Kolářová.

## Pojmenování
- Pasivní radiolokátor Věra
- Advokátka Věra – český film z roku 1937
- Gymnastické cvičky VERA – zn. Botas, výroba v 60. a 70. letech 20. stol., Botana Skuteč, jméno na počest Věry Čáslavské